# Hakea lasianthoides
Hakea lasianthoides är en tvåhjärtbladig växtart som beskrevs av B.L. Rye. Hakea lasianthoides ingår i släktet Hakea och familjen Proteaceae. Inga underarter finns listade i Catalogue of Life.